# Одза (сёги)
Одза (яп. 王座 о:дза, «трон») — один из восьми основных мужских титулов («корон») сёги. Основан в 1953 году газетой «Нихон кэйдзай симбун».
Статус титульного турнир получил только в 1983 году (при этом все победы в турнирах одза до 1983 года были тоже включены в послужные списки профессионалов, как титулы). С 1990 года, кроме профессионалов-мужчин, в турнире принимают участие 4 профессиональные сёгистки.
Финальный титульный матч турнира Одза (яп. 王座戦 о:дза-сэн) (до трёх побед одной из сторон) проводится в сентябре—октябре. Контроль времени в нём (равно как и во всех отборочных партиях) — по 5 часов каждому, бёёми — 1 минута.
Дольше всех, в 1992—2010 и 2012—2016 годы, титулом владел Ёсихару Хабу.

## Пожизненный одза
Титул «пожизненный одза» (яп. 名誉王座 мэйё-о:дза) даётся за завоевание 10 титулов одза или серию из 5 титулов одза подряд. Обладатели этого титула:
- 1-й пожизненный одза Макото Накахара,
- 2-й пожизненный одза Ёсихару Хабу.

## Титульные матчи Одза в XXI веке
| №  | Год  | Победитель     | счёт  | Финалист        |
| -- | ---- | -------------- | ----- | --------------- |
| 69 | 2021 | Такуя Нагасэ   | 3 — 1 | Кадзуки Кимура  |
| 68 | 2020 | Такуя Нагасэ   | 3 — 0 | Тосиаки Кубо    |
| 67 | 2019 | Такуя Нагасэ   | 3 — 0 | Синтаро Сайто   |
| 66 | 2018 | Синтаро Сайто  | 3 — 2 | Таити Накамура  |
| 65 | 2017 | Таити Накамура | 3 — 1 | Ёсихару Хабу    |
| 64 | 2016 | Ёсихару Хабу   | 3 — 0 | Тэцуро Итодани  |
| 63 | 2015 | Ёсихару Хабу   | 3 — 2 | Амахико Сато    |
| 62 | 2014 | Ёсихару Хабу   | 3 — 2 | Масаюки Тоёсима |
| 61 | 2013 | Ёсихару Хабу   | 3 — 2 | Таити Накамура  |
| 60 | 2012 | Ёсихару Хабу   | 3 — 1 | Акира Ватанабэ  |
| 59 | 2011 | Акира Ватанабэ | 3 — 0 | Ёсихару Хабу    |
| 58 | 2010 | Ёсихару Хабу   | 3 — 0 | Такэси Фудзии   |
| 57 | 2009 | Ёсихару Хабу   | 3 — 0 | Такаюки Ямасаки |
| 56 | 2008 | Ёсихару Хабу   | 3 — 0 | Кадзуки Кимура  |
| 55 | 2007 | Ёсихару Хабу   | 3 — 0 | Тосиаки Кубо    |
| 54 | 2006 | Ёсихару Хабу   | 3 — 0 | Ясумицу Сато    |
| 53 | 2005 | Ёсихару Хабу   | 3 — 0 | Ясумицу Сато    |
| 52 | 2004 | Ёсихару Хабу   | 3 — 1 | Тосиюки Мориути |
| 51 | 2003 | Ёсихару Хабу   | 3 — 2 | Акира Ватанабэ  |
| 50 | 2002 | Ёсихару Хабу   | 3 — 0 | Ясумицу Сато    |
| 49 | 2001 | Ёсихару Хабу   | 3 — 1 | Тосиаки Кубо    |

## Рекорды
- Длиннейшей среди всех партий финальных матчей одза является 2-я партия 61 сезона Архивная копия от 4 октября 2013 на Wayback Machine Хабу-Накамура, сыгранная 18 сентября 2013 года (203 хода). На её 162-м ходу король Накамуры занял поле начального расположения короля Хабу.

- С 1992 по 2010 год, 19 сезонов подряд, титулом владел Ёсихару Хабу, побивший рекорд Ясухару Оямы по непрерывному обладанию титулом (13 сезонов титула мэйдзин). При этом, в 13 сезонах данной серии Хабу защитил титул «всухую», со счётом 3—0.

- Защитив титул в 2013 году, Хабу побил и рекорд Оямы по суммарной длительности владения одним титулом (21 сезон одза у Хабу против 20 сезонов осё у Оямы)